# Albert Garcia Xicota
Albert Garcia Xicota (Torredembarra, Tarragona, 2 de enero de 1980), más conocido como Albert Garcia, es un entrenador de fútbol español.

## Trayectoria
Albert comenzaría su trayectoria como entrenador en el fútbol base del Esport Club Granollers y desde 1997 hasta 2003 dirigiría a su equipo juvenil. Más tarde, continuaría su carrera como técnico de formación trabajando en otros equipos catalanes como la UE Cornellà, Terrassa FC, CE L'Hospitalet y Club de Futbol Mollet Unió Esportiva. 
Desde 2010 a 2012, ocuparía el cargo de entrenador del Club de Futbol Mollet Unió Esportiva en las Territoriales de Cataluña.
En la temporada 2015-16, regresa al Esport Club Granollers y en la temporada siguiente dirige al CE Manresa, ambos en la Primera Catalana.
En la temporada 2017-18, se marcha a China para ser entrenador del equipo juvenil del Wuhan Three Towns.
El 1 de noviembre de 2018, se hace cargo del primer equipo del Wuhan Three Towns de la China League Two en la tercera división china, al que dirige hasta el 25 de julio de 2021.En diciembre de 2020, lograría  el ascenso a la Primera Liga China, la segunda división china.
El 20 de febrero de 2023, firma por el GD Fontinhas de la Terceira Liga de Portugal.
El 12 de octubre de 2023, firma como entrenador del Chiangmai Football Club de la Primera División de Tailandia, la segunda división tailandesa, al que dirige hasta final de año.
El 19 de marzo de 2024, firma por la UE Cornellà para dirigir al juvenil "A".
El 13 de noviembre de 2024, se convierte en primer entrenador de la UE Cornellà de la Segunda Federación, al que dirige hasta el 3 de febrero de 2025.

## Clubes

### Como entrenador
| Club                                               | País      | Año       |
| -------------------------------------------------- | --------- | --------- |
| EC Granollers (Juvenil)                            | España    | 1997-2003 |
| UE Cornellà (Fútbol base)                          | España    | 2003-2006 |
| Terrassa FC (Fútbol base)                          | España    | 2007-2008 |
| CE L'Hospitalet (Fútbol base)                      | España    | 2008-2009 |
| Club de Futbol Mollet Unió Esportiva (Fútbol base) | España    | 2009-2010 |
| Club de Futbol Mollet Unió Esportiva               | España    | 2010-2012 |
| Club de Futbol Mollet Unió Esportiva               | España    | 2010-2012 |
| EC Granollers                                      | España    | 2015-2016 |
| CE Manresa                                         | España    | 2016-2017 |
| Wuhan Three Towns (Juvenil)                        | China     | 2017-2018 |
| Wuhan Three Towns                                  | China     | 2018-2021 |
| GD Fontinhas                                       | Portugal  | 2023      |
| Chiangmai Football Club                            | Tailandia | 2023      |
| UE Cornellà (Juvenil)                              | España    | 2024      |
| UE Cornellà                                        | España    | 2024-2025 |